# José Júlio Gonçalves Coelho
José Júlio Gonçalves Coelho • OSE (Porto, 1866 – Gaia, 1927), historiador, escritor, pintor, miniaturista exímio e arqueólogo, homem de múltiplos talentos, com importantes estudos publicados sobre a história da Cidade do Porto, sobre a Confraria de Santa Maria de Rocamador em Portugal e sobre Castelo da Vila da Feira.

## Biografia
Licenciou-se em Direito pela Universidade de Coimbra. Foi sub-delegado do Procurador Régio da primeira vara da comarca do Porto e Vice-cônsul de Portugal em Vigo.
Casou com Maria Celestina Alves Machado, filha do Conde de Alves Machado. O seu filho Fernando Manuel Alves Machado foi Secretário de Estado do Comércio durante o Estado Novo.
Colaborou activamente em diversas publicações, dentro as quais destaque para: “Portugal Artístico”, “Ilustração Portuguesa”, “Comércio do Porto” e o Tripeiro.
Em 1885, com 19 anos, juntamente com Rocha Peixoto, Ricardo Severo, Fonseca Cardoso, Alexandre Braga, filho, Hamilton de Araújo, Guilherme Braga (filho), Augusto Nobre e Eduardo Arthayett fundou o Grémio "Oliveira Martins", que viria a ser o embrião da futura Sociedade Carlos Ribeiro, que editava a revista "Portugàlia", notável revista de estudos etnográficos, como até então não se havia feito no país. A revista veio mais tarde a contar com a colaboração de Adolfo Coelho, Albano Belino, Alberto Sampaio, António Augusto Gonçalves e outros notáveis, entre os quais se destacam os arqueólogos Martins Sarmento e Santos Rocha.

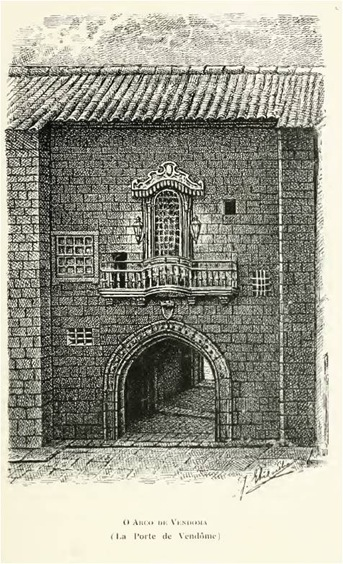
O Arco de Vandoma por J.J. Gonçalves Coelho

Em 1898 desenhou o selo postal de 50 reis, da Emissão comemorativa do 4.º centenário do descobrimento do caminho marítimo para a Índia, representando «Uma janela manuelina deixando ver o galeão, com a legenda — Se mais mundo houvera lá chegara — em cima, dois medalhões com Vasco da Gama e Camões»
Em 1901, com apenas 35 anos, foi agraciado com o grau de Oficial da Ordem Militar de Sant'Iago da Espada do Mérito Científico Literário e Artístico, da qual já tinha sido feito cavaleiro.
Em 1903 publicou no "Comércio da Feira" um trabalho erudito sobre o Castelo da Feira, o que lhe valeu, em 1939 uma homenagem póstuma por parte da Comissão de Vigilância do Castelo.
Em 1907 a Société Archéologique, Scientifique et Littéraire du Vendômois publicou um dos mais importantes trabalhos de Gonçalves Coelho — “Notre-Dame de Vendome et les armoiries de la ville de Porto: mémoire historique et archéologique” — e em reconhecimento o bureau da sociedade concede-lhe a categoria de “Membre d'honneur à perpétuité”.
Em 1912 foi publicada em França por iniciativa do abade de Cahors, Edmond Albe, Notre Dame de Rocamadour en Portugal (Son Culte, Hôpitaux et Hôtelleries) da autoria de Gonçalves Coelho e com prefácio do abade de Cahors, trabalho incontornável sobre o culto de Santa Maria de Rocamador em Portugal.
Em 22 de Maio de 2007 a Câmara Municipal do Porto homenageou-o, dando o nome "Praceta Gonçalves Coelho" ao arruamento que principia na Rua de Mota Pinto na Freguesia de Ramalde.

## Títulos Honoríficos e Condecorações
- Cavaleiro e Oficial da Ordem Militar de Sant'Iago da Espadado Mérito Científico Literário e Artístico.[6]
- Membro de Honra Perpétuo "de la Societé Archeologique Scientifique et Litteraire de Vendôme"[7]
- Membro da "Ordre des Palmes Académiques" de França.[1]
- Membro da "Real Academia Gallega".[1][8]

## Obras Publicadas
- Notre-Dame de Vendome et les armoiries de la ville de Porto: mémoire historique et archéologique in «Bulletin de la Société archéologique, scientifique et littéraire du Vendômois (1867). (v. 45-46)». Vendôme: Librairie Devaure-Henrion
- Notre-Dame de Roc-Amadour en Portugal; son culte, hôpitaux et hôtelleries (em francês). França: Imprimerie Roche. 1912. Consultado em 5 de Agosto de 2014
- "O Porto Antigo", in Portugal Artístico, 1.ª série, Livraria Magalhães & Moniz, Porto, 1905.
- "Uma Armadura Notavel", in Portugal Artístico, 1.ª série, Livraria Magalhães & Moniz, Porto, 1905.
- "Uma Baixella Sumptuosa", in Portugal Artístico, 1.ª série, Livraria Magalhães & Moniz, Porto, 1905.
- "Punhal Macabro", in Portugal Artístico, 1.ª série, Livraria Magalhães & Moniz, Porto, 1905.
- "Castelo de Castro em Amares", in Portugal Artístico, 1.ª série, Livraria Magalhães & Moniz, Porto, 1905.
- "Mémoire sur la Miséricorde de Porto" - apresentada ao Congresso Internacional de Assitência Pública e Beneficente em Agosto de 1900.
- ""A torre de Pedro Docém"", O Tripeiro, Porto 1909

## Ver mais
- «Histórias de Portugal - Um Programa de Rádio». Consultado em 5 Agosto 2014. Arquivado do original em 1 de dezembro de 2013